# Bernex-Onex-Confignon

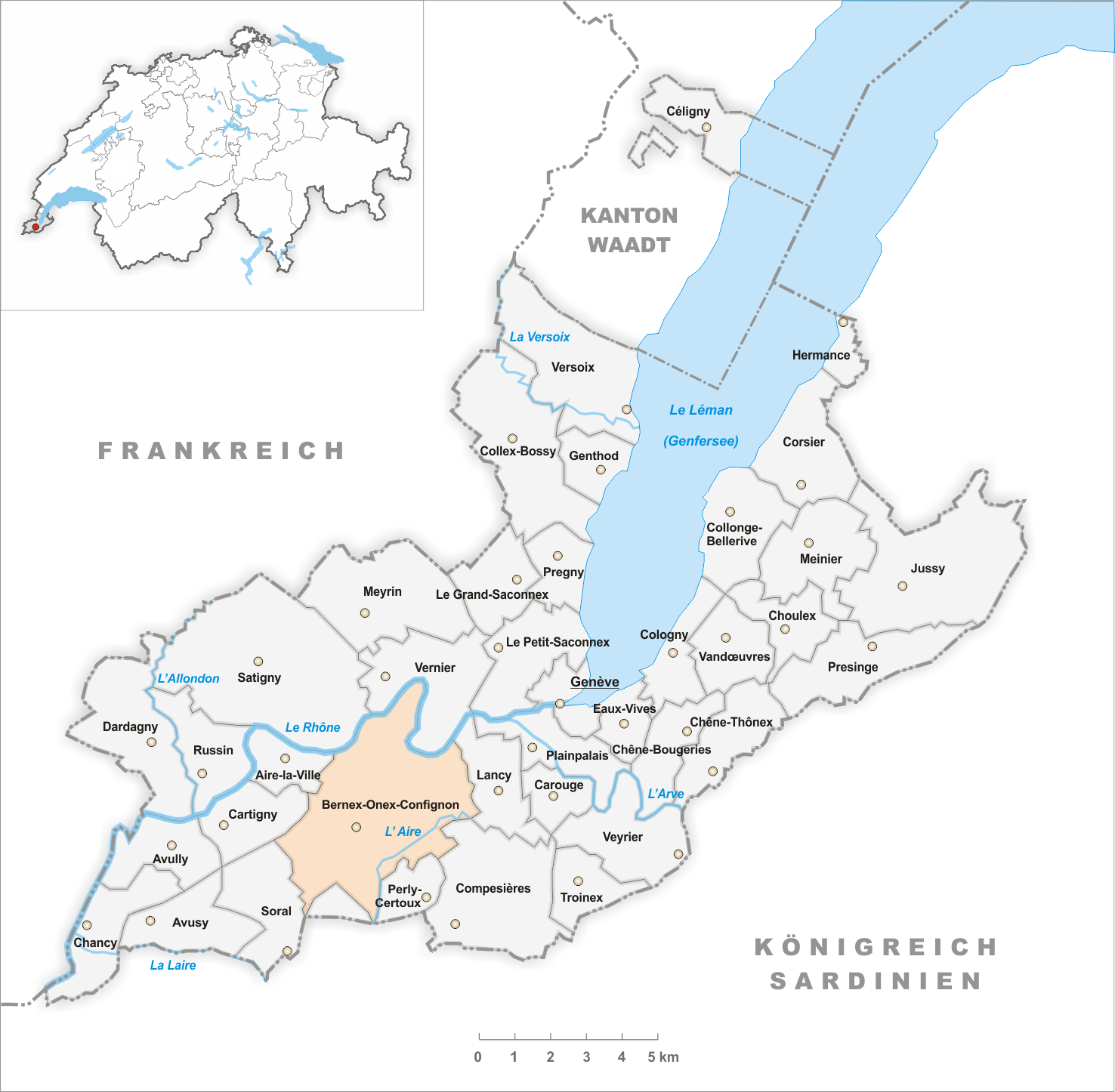
Gemeindestand avant la séparation le 1er janvier 1850.

Bernex-Onex-Confignon est une ancienne commune de France puis de Suisse.

## Histoire
À partir de 1793, année de la prise de contrôle de Confignon jusqu'alors savoyard, Bernex-Onex-Confignon est une commune française.
En 1816, la commune est attribuée au canton de Genève par le traité de paix négocié au Congrès de Vienne. En 1850, la commune est divisées en deux nouvelles communes : Bernex et Onex-Confignon. L'année suivante, Onex-Confignon se divise à son tour en deux communes séparées : Onex et Confignon.